# SeaWorld
Il SeaWorld è una catena statunitense di parchi marini e giardini zoologici; ne possiede in diverse città del mondo tra cui San Diego, Orlando, San Antonio e Dubai (2012).

## San Diego
Il primo parco ad aprire si trova in California a San Diego.
Il parco contiene:
- Sei orche marine, chiamate Corky 2,Ulises, Kasatka, Orkid, Sumar, Nakai e Kalia.
- Molti tursiopi: Beaker, Belle, Bodine, Bugs, Bullet, Captain, Cascade, Chow, Cometta, Corona, Crunch, Daphne, Deke, Dottie, Frankie, Gracie, Kenobi, Kolohe, Maguire, Malibu, Melanie, Pacino, Polka, Purina, Razzle, RIpley, Sadie, Sandy, Scarback, Sophie, Sparky, Steime, Sydney, Steime, Sydney, Toby, Venus, Zana e una senza nome perché è ancora piccola.
- Tre cefalorinchi di Commerson: Juan, Betsy E Ringer.
- Due globicefali, unici in tutto il mondo.
- Quattro beluga, Allula, Ruby, Nanuq e Ferdinand.
- Trecento pinguini di otto specie diverse.